# 아일랜드 시민군
아일랜드 시민군(아일랜드어: Arm Cathartha na hÉireann 아름 카하르하 너 헤런, 영어: Irish Citizen Army; ICA)는 경찰로부터 노동자들의 시위를 방어하기 위해 더블린에서 조직된 훈련된 의용병들의 소규모 집단이다. 제임스 라킨, 잭 화이트, 제임스 코놀리가 조직했으며 사회주의 투쟁을 위해 노동자들의 파업,폭동 등을 이끌었다.
부활절 봉기 당시 영국군에 대항해 무장투쟁을 벌였다.